# Alburnus carinatus
Alburnus carinatus är en fiskart som beskrevs av Battalgil, 1941. Alburnus carinatus ingår i släktet Alburnus och familjen karpfiskar. Inga underarter finns listade i Catalogue of Life.